# Haliades
Dans la mythologie grecque, le nom général pour désigner les hydriades des mers, des plages rocailleuses et des côtes rocheuses est haliades, halies ou encore nymphes haliennes (en grec ancien Ἄλιαι / Háliai). Elles ont dressé les poissons et veillé sur d’autres créatures marines. Elles ne doivent pas être confondues avec les psamides qui protègent les plages et lieux sablonneux en bord de mer. Elles font pour la plupart partie des Néréides que l'on représente le plus souvent comme des sirènes, mi-femmes mi-poissons.

## Iconographie
Elles sont dépeintes comme de belles demoiselles, chevauchant souvent des hippocampes (chevaux à queue de poisson), des ketoi (monstres marins) ou des dauphins.

## Haliades notables
- Halia
- Spéio

## Sources
- Pseudo-Apollodore, Bibliothèque [détail des éditions] [lire en ligne] (I, 2, 6).
- Callimaque, Hymnes [détail des éditions] (lire en ligne) (Diane v. 13).
- Catulle, Poésies (LXIV, 103).
- Homère, Iliade [détail des éditions] [lire en ligne] (XVIII, 42).
- Hymnes orphiques [détail des éditions] (lire en ligne) (XXIV, aux Néréides).
- Ovide, Métamorphoses [détail des éditions] [lire en ligne] (XIII, 736).
- Pausanias, Description de la Grèce [détail des éditions] [lire en ligne] (VII, 23, 1).
- Sophocle, Philoctète [détail des éditions] [lire en ligne] (v. 1470).
- Stace, Silves [détail des éditions] (II, 2, 102 ; III, 1, 144).